# Чемпионат СССР по классической борьбе 1970
39-й Чемпионат СССР по классической борьбе проходил в Таллине (наилегчайший, полулёгкий, 1-й полусредний, 1-й средний и полутяжёлый веса) с 28 февраля по 1 марта и в Омске (легчайший, лёгкий, 2-й полусредний, 2-й средний и тяжёлый веса) с 5 по 8 марта 1970 года. В соревнованиях участвовало 239 борцов.

## Медалисты
| Весовая категория   | Золото                                         | Серебро                                         | Бронза                                           |
| ------------------- | ---------------------------------------------- | ----------------------------------------------- | ------------------------------------------------ |
| Наилегчайший вес    | Николай Фальков «Спартак» (Барнаул)            | Александр Вайнберг «Труд» (Ленинград)           | Владимир Перницкий «Спартак» (Волгоград)         |
| Легчайший вес       | Клим Олзоев «Спартак» (Новосибирск)            | Иван Кочергин Вооружённые Силы (Ростов-на-Дону) | Владимир Бакулин «Локомотив» (Алма-Ата)          |
| Полулёгкий вес      | Александр Кимстач «Локомотив» (Москва)         | Эдуард Файнштейн «Буревестник» (Минск)          | Прокопий Гроссу «Трудовые резервы» (Кишинёв)     |
| Лёгкий вес          | Хафиз Тимашев «Буревестник» (Омск)             | Ильдус Мухарлямов «Спартак» (Москва)            | М. Мусаев «Трудовые резервы» (Баку)              |
| 1-й полусредний вес | Роман Руруа «Колмеурне» (Тбилиси)              | Юрий Козин Вооружённые Силы (Ленинград)         | Б. Леквеишвили «Динамо» (Кутаиси)                |
| 2-й полусредний вес | Виктор Игуменов «Спартак» (Московская область) | Касим Халилов «Динамо» (Саранск)                | Имант Клинтсон Вооружённые Силы (Рига)           |
| 1-й средний вес     | Тамаз Мачавариани «Гантиади» (Тбилиси)         | Анатолий Назаренко «Спартак» (Алма-Ата)         | Сайд-Ахмад Абдулаев Вооружённые Силы (Ленинград) |
| 2-й средний вес     | Валерий Резанцев «Спартак» (Алма-Ата)          | Ильдар Гафаров «Трудовые резервы» (Караганда)   | Валентин Оленик «Спартак» (Московская область)   |
| Полутяжёлый вес     | Василий Меркулов «Спартак» (Воронеж)           | Алексей Кармацких «Спартак» (Киев)              | В. Рудик «Буревестник» (Ростов-на-Дону)          |
| Тяжёлый вес         | Анатолий Кочнев «Динамо» (Омск)                | Владимир Сусич Вооружённые Силы (Минск)         | Шота Морчиладзе «Буревестник» (Тбилиси)          |